# Olyra loretensis
Olyra loretensis là một loài thực vật có hoa trong họ Hòa thảo. Loài này được Mez mô tả khoa học đầu tiên năm 1917.